# Yonghesuchus sangbiensis
Lo yonghesuco (Yonghesuchus sangbiensis) è un rettile estinto, appartenente agli arcosauriformi. Visse nel Triassico superiore (circa 220 milioni di anni fa) e i suoi fossili sono stati ritrovati in Cina.

## Significato dei fossili
I fossili di questo animale sono stati i primi resti di tetrapode provenienti da depositi terrestri del Triassico superiore in Cina. I resti constano di due crani quasi completi e di alcune vertebre cervicali; sulla base di questi fossili, gli studiosi sono stati in grado di classificare Yonghesuchus come un appartenente agli arcosauriformi, benché troppo primitivo per poter essere classificato fra gli arcosauri veri e propri. Lo studio di Wu, Liu e Li del 2001 ha messo in evidenza che Yonghesuchus sembrerebbe essere stato molto vicino all'origine degli arcosauri: altre forme di arcosauriformi più primitivi, come Euparkeria, Turfanosuchus e i proterocampsidi, potrebbero essere state forme "di passaggio" verso i veri arcosauri, e questa scala evolutiva sembrerebbe essere rispecchiata anche negli orizzonti geologici in cui sono state rinvenute queste diverse forme.